# 1501 Baade
Az 1501 Baade (ideiglenes jelöléssel 1938 UJ) a Naprendszer kisbolygóövében található aszteroida. Wachmann, A. fedezte fel 1938. október 20-án, Bergedorfban.